# Alarico II
Alarico II dei Balti, Alarico anche in spagnolo e in portoghese, Alaric in catalano (458 – Vouillé, primavera 507), è stato un re visigoto dal 484 fino alla sua morte.

## Origine
Secondo il Diccionario biográfico español, Real Academia de la Historia, Alarico era il figlio maschio del Re dei Visigoti, Eurico e di una principessa di sangue reale, Ragnilde, di cui non si conoscono gli ascendenti, che viene citata nelle Sidonius Apollinarius Epistulæ (reginæ Ragnahildæ).
Ancora secondo il Diccionario biográfico español, Real Academia de la Historia, Eurico era il figlio maschio quartogenito del re dei visigoti, Teodorico I e di Pedoca, figlia di Alarico I, quindi fratello di Torismondo, Teodorico II e Federico.

## Biografia

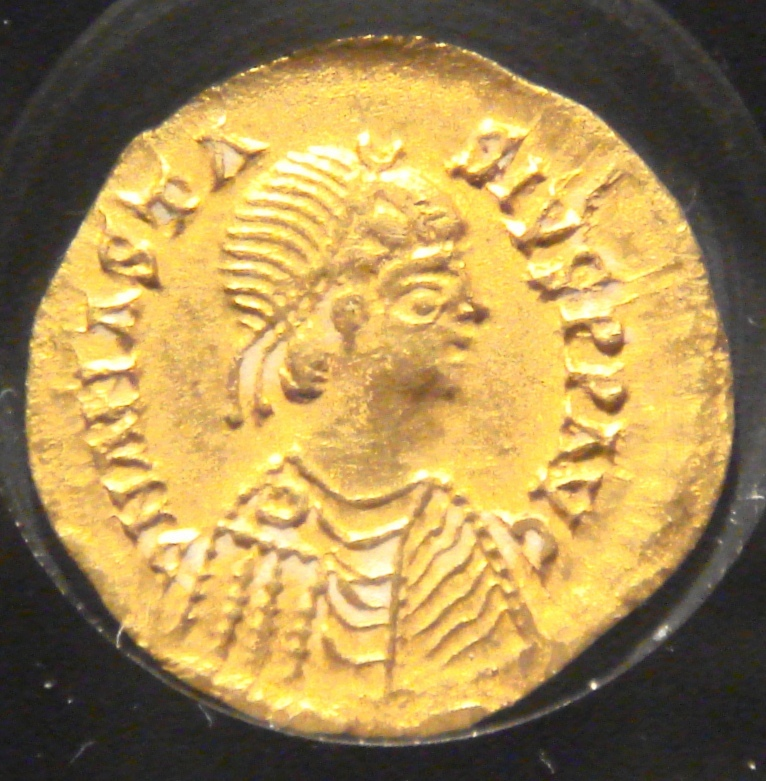
Moneta coniata dai visigoti con l'effigie dell'imperatore Anastasio ad imitazione del tremisse bizantino (per vedere l'originale clicca sulla nota sotto riportata).

L'Europa, nel 476, dopo la caduta dell'Impero romano d'Occidente. In marrone il regno dei Visigoti, ereditato da Alarico II

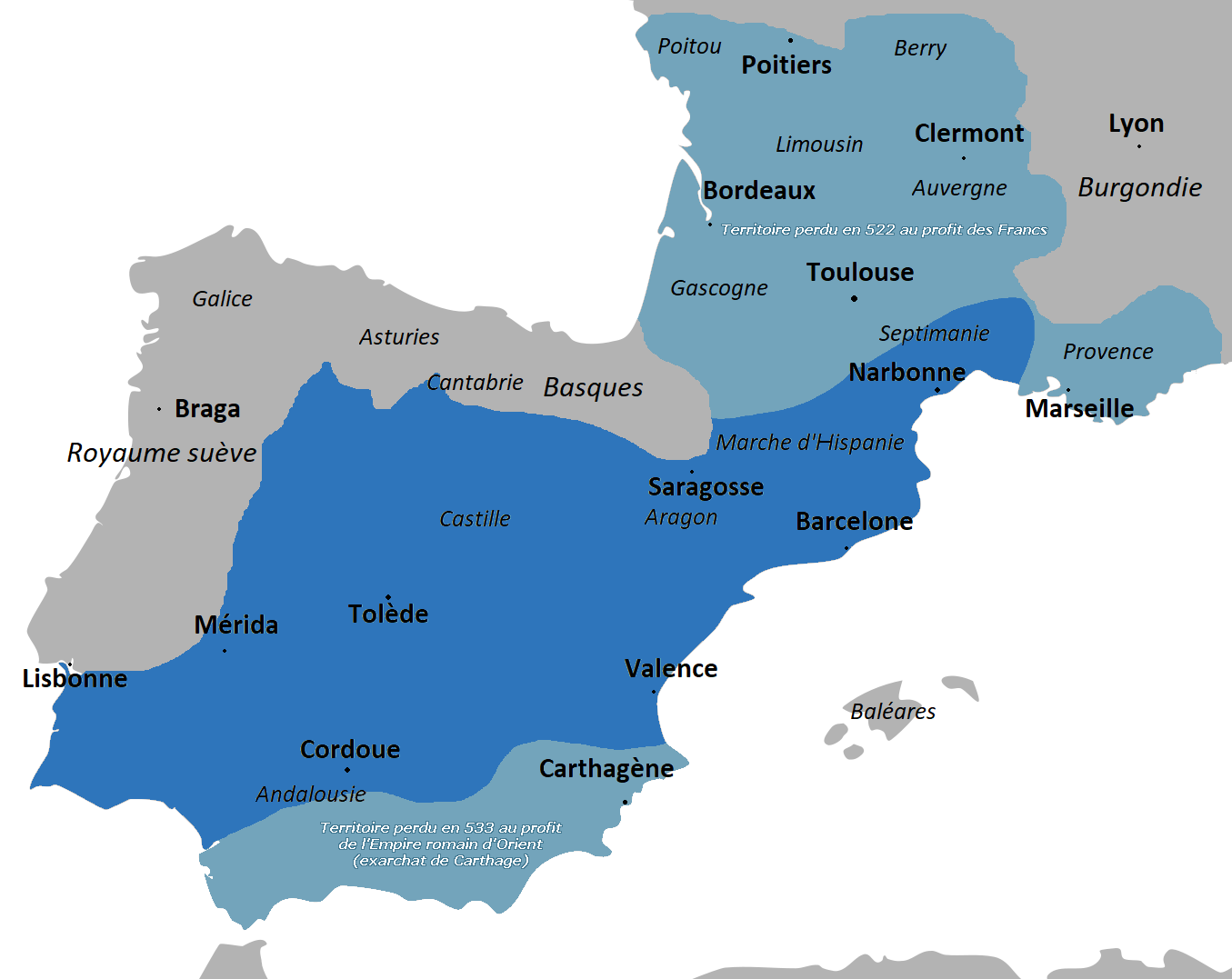
Il regno visigoto nel VI secolo, dopo la morte di Alarico II

Nel 484 Alarico succedette al padre Eurico.
Alla morte di suo padre, Eurico, nel 484, il regno visigoto comprendeva tutta la Spagna, tranne la Galizia sveva, e oltre 2/3 dell'odierna Francia, le regioni galliche comprese tra la Loira e i Pirenei (con capitale Tolosa).
Anche il Herimanni Augiensis chronicon, riporta la morte di Eurico e la successione di Alarico II, e Giordane riporta che morì ad Arles nel diciannovesimo anno di regno, avendo in suo potere Spagna e Gallia e gli succedette il figlio Alarico; infine il Chronicon Albeldense conferma che morì ad Arles, mentre Isidoro di Siviglia precisa che morì ad Arles di morte naturale (Obiit Arelato Euricus morte propria defunctus).
Il Chronica Regum Visigotthorum cita Eurico, confermando che fu re per diciassette anni (Euricus regnavit annos XVII).
Con Alarico II, che fu di carattere debole e indolente poco dotato per le armi, tutto l'opposto del padre, iniziò la decadenza della potenza visigota.

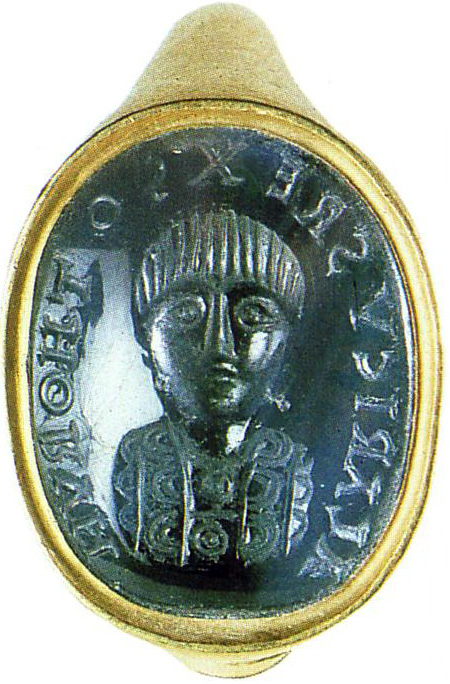
«Alaricus Rex Gothorum». Sigillo (anello) di Alarico II. Vienna, Kunsthistorisches Museum.

Nel 486, per paura di un eventuale attacco, cedette alla richiesta del re dei Franchi, Clodoveo di consegnargli Siagrio, governatore romano del nord della Gallia, che si atteggiava a re, al quale aveva dato asilo a Tolosa, dopo la battaglia di Soissons. 
Questo gesto di arrendevolezza rimandò di poco l'inevitabile guerra che puntualmente iniziò nel 494.
La guerra, con alterne vicende, acuita dal 496 dalla conversione al cattolicesimo di Clodoveo e del popolo Franco (Alarico essendo di fede ariana aveva proseguito la politica anti-cattolica) durò alcuni anni, e nel 502, con la mediazione del re degli Ostrogoti, Teodorico il Grande, nel frattempo divenuto suocero di Alarico II, si arrivò ad una pace basata sull'uti possidetis.
Infatti, per opporsi all'influsso e alle pressioni esercitate sul suo regno dai franchi, ormai di fede cattolica, strinse un'alleanza dinastica con il sovrano degli Ostrogoti Teodorico, di cui sposò la figlia Teodegota.
La pace, secondo Gregorio di Tours, fu concordata su un'isola della Loira, che determinava il confine tra i due regni.
I rapporti con la chiesa cattolica furono nel suo insieme buoni in quanto Alarico II, anche a causa della minaccia dei Franchi.
Proseguì anche con la politica paterna di espansionismo in Spagna, e nel 498 sconfisse i ribelli Bagaudi di Tarragona, giustiziando a Tolosa il loro capo, Burdurello, indebolendo il suo esercito in Gallia. 
In seguito, però, si mostrò più conciliante con i sudditi romani (cattolici) di Gallia e Spagna, promulgando, nel febbraio del 506, il codice legislativo conosciuto come Breviario alariciano, che conteneva un gran numero di costituzioni tratte dal Codice teodosiano, redatto dal cancelliere Aniano che riconobbe la posizione della chiesa cattolica e destinato alla popolazione cattolica di origine romana, mentre penalizzava la popolazione di origine ebraica.
Nel 507, Clodoveo, riuniti tutti i Franchi Salii, con un contingente fornito dai Franchi Ripuari, ed alleato dei Burgundi, mise insieme un notevole esercito che in primavera attraversò la Loira e marciò su Poitiers. Alarico era attestato nei pressi di Vouillé e cercò di rinviare lo scontro, in attesa degli alleati, gli Ostrogoti, che impegnati in Italia da una flotta bizantina (anche i Bizantini appoggiavano Clodoveo), stavano ritardando.
Alla fine, anziché ritirarsi decise di combattere e fu sconfitto e ucciso personalmente dal re franco Clodoveo, nei pressi di Poitiers nella battaglia di Vouillé del 507, come riporta Gregorio di Tours, che aggiunge che il figlio Amalarico dovette fuggire in Spagna e Clodoveo conquistò Tolosa impadronendosi del tesoro del regno visigoto. 
Questo avvenimento segnò la fine della dominazione visigota in Gallia.
Il Herimanni Augiensis chronicon, riporta la morte di Alarico II nel 504 e riporta che il figlio Amalarico dovette ritirarsi in Spagna.
Il Chronica Regum Visigotthorum cita Alarico II, confermando che fu re per ventitré anni (Alaricus regnavit annos XXIII); Isidoro di Siviglia, ricorda che Alarico II fu figlio di Eurico, morì a Poitiers dopo aver regnato 26 anni; il Chronicon Albeldense conferma che Alarico II regnò 23 anni, era genero del re d'Italia, Teodorico il Grande e fu ucciso da Clodoveo, presso poitiers.
La successione fu tribolata, perché Teodorico appoggiava il nipotino Amalarico, mentre i nobili Visigoti elessero un figlio illegittimo di Alarico, Gesalico.

## Matrimonio e discendenza
Alarico II, nel 494, come conferma anche lo storico Giordane, aveva sposato Teodegota che era nata in Mesia ed era figlia del sovrano del Regno ostrogoto in Italia, Teodorico il Grande e di una sua concubina.
Alarico dalla moglie Teodegota ebbe un figlio:
- Amalarico (502-531), re dei Visigoti[21].

Alarico, in precedenza, aveva avuto un altro figlio, da una concubina:
- Gesalico (?-512), re dei Visigoti[26].

### Fonti primarie
- (LA) IORDANIS DE ORIGINE ACTIBUSQUE GETARUM..
- (LA) Chronica Regum Visigotthorum, España Sagrada Tomo II..
- (LA) Isidori Historia Gothorum, Wandalorum, Sueborum, De origine Gothorum. URL consultato il 29 settembre 2022 (archiviato dall'url originale il 29 aprile 2024)..
- (LA) Anastasii abbatis opera omnia..
- (LA) Monumenta Germaniae Historica, Auctorum antiquissimorum, tomus 5.1, Jordanis, De origine actibusque Getarum..
- (LA) Monumenta Germaniae Historica, Auctorum antiquissimorum, tomus VIII, Apollinaris Sidonii Epistulae et carmina..
- (LA) Monumenta Germaniae Historica, Scriptores (in Folio) (SS), tomus 5, Herimanni Augiensis Chronicon..
- (LA) "Saint+Gregory+(Bishop+of+Tours)"&printsec=frontcover #ES  Historia Francorum..

### Letteratura storiografica
- Rafael Altamira, La Spagna sotto i Visigoti, in «Storia del mondo medievale», vol. I, 1999, pp. 743–779
- Ludwig Schmidt e Christian Pfister, i regni germanici in Gallia, in «Storia del mondo medievale», vol. I, 1999, pp. 275–300
- Maurice Doumoulin, Il regno d'Italia sotto Odoacre e Teodorico, in «Storia del mondo medievale», vol. I, 1999, pp. 420–444
- Christian Pfister, La Gallia sotto i franchi merovingi: vicende storiche, in «Storia del mondo medievale», vol. I, 1999, pp. 688–711
- H.J. Roby, Il diritto romano, in «Storia del mondo medievale», vol. I, 1999, pp. 628–687
- Lucia di Cintio, L'"Interpretatio Visigothorum" al "Codex Theodosianus". Libro IX, Led, Milano, 2013
- Lucia di Cintio, Nuove ricerche sulla "Interpretatio Visigothorum" al "Codex Theodosianus. Libri I e II, Led, Milano, 2016